# Obsession (álbum de UFO)
Obsession es el séptimo álbum de estudio de la banda británica de hard rock y heavy metal UFO, publicado en 1978 por Chrysalis Records. Además es el último trabajo de estudio con el guitarrista Michael Schenker, tras su salida en 1979. Obtuvo el puesto 41 en los Billboard 200 de los Estados Unidos y la posición 26 en el Reino Unido.
A pesar de no ser tan pesado como el álbum anterior sus sencillos obtuvieron gran recepción en las listas, siendo «Only You Can Rock Me» el primero de la banda en entrar en la lista UK Singles Chart en el puesto 50.
En 2008 el sello EMI Music lo remasterizó con tres canciones en vivo como pistas adicionales, grabadas el 17 de octubre de 1978 en Columbus (Ohio).
En 2024 fue reditado en versión extendida de treinta temas, incluyendo los temas de estudio originales remasterizados, versiones alternativas y editadas y temas en vivo de la presentación del álbum, grabadas en el Ágora Ballroom de Cleveland, el 16 de octubre de 1978. 

## Lista de canciones
| N.º | Título                            | Escritor(es)            | Duración |  |
| 1.  | «Only You Can Rock Me»            | Schenker, Mogg, Way     | 4:08     |  |
| 2.  | «Pack It Up (And Go)»             | Schenker, Mogg, Way     | 3:14     |  |
| 3.  | «Arbory Hill»                     | Schenker                | 1:11     |  |
| 4.  | «Ain't No Baby»                   | Mogg, Raymond           | 3:58     |  |
| 5.  | «Lookin' Out for No. 1»           | Mogg, Raymond           | 4:34     |  |
| 6.  | «Hot 'n' Ready»                   | Schenker, Mogg          | 3:16     |  |
| 7.  | «Cherry»                          | Mogg, Way               | 3:34     |  |
| 8.  | «You Don't Fool Me»               | Mogg, Raymond, Parker   | 3:23     |  |
| 9.  | «Lookin' Out for No. 1 (Reprise)» | Schenker, Raymond       | 1:14     |  |
| 10. | «One More for the Rodeo»          | Mogg, Way               | 3:45     |  |
| 11. | «Born to Lose»                    | Schenker, Mogg, Raymond | 3:31     |  |

| Pistas adicionales en reedición de 2008 |                                 |          |  |
| N.º                                     | Título                          | Duración |  |
| 12.                                     | «Hot 'n' Ready» (en vivo)       | 3:14     |  |
| 13.                                     | «Pack It Up (And Go)» (en vivo) | 3:38     |  |
| 14.                                     | «Ain't No Baby» (en vivo)       | 4:40     |  |

## Músicos
- Phil Mogg: voz
- Michael Schenker: guitarra líder
- Paul Raymond: guitarra rítmica y teclados
- Pete Way: bajo
- Andy Parker: batería